# سيباستيان هيرنانديز (لاعب كرة قدم)
سيباستيان هيرنانديز (بالإنجليزية: Sebastian Hernandez)‏ هو لاعب كرة قدم أمريكي، ولد في 10 فبراير 2003 في لومبوك في الولايات المتحدة.